# Oniichthys
Oniichthys è un genere estinto di pesci ossei appartenente alla famiglia Lepisosteidae. È rappresentato da una sola specie, Oniichthys falipoui, vissuta durante il Cretacico superiore (Cenomaniano) nell'area dell'attuale Marocco.

## Descrizione
Oniichthys è noto da pochi ma ben conservati esemplari quasi completi provenienti dalla Formazione di Kem Kem, un importante giacimento fossilifero noto anche per la presenza di resti di Spinosaurus. Le caratteristiche distintive includono scaglie lisce, un subopercolo frangiato e la presenza di grandi extrascapulari mediali. L'esemplare MDE F-13 mostra chiaramente la presenza di un subopercolo frangiato, un opercolo grande e un piccolo interopercolo decorato da placche di ganoina.
Il corpo era allungato e ricoperto di robuste scaglie ganoidi, mentre il cranio mostrava una struttura simile a quella degli attuali lucci alligatore.

## Classificazione
Oniichthys è stato originariamente descritto come un genere distinto all'interno dei Lepisosteidae sulla base di particolari tratti cranici. Tuttavia uno studio di Lance Grande (2010) ha suggerito che potrebbe essere strettamente imparentato con il genere Atractosteus o addirittura appartenere ad esso. In questa interpretazione, Oniichthys sarebbe una specie all'interno di Atractosteus, sebbene questa proposta sia stata contestata a causa di differenze nella morfologia cranica.
Attualmente, Oniichthys è considerato come un genere affine sia ad Atractosteus che a Lepisosteus, e rappresenta un'importante testimonianza della diversificazione dei lucci alligatore durante il Cretacico africano. L'esistenza di questo genere nella Formazione di Kem Kem dimostra la diversità ecologica dei sistemi fluviali nordafricani nel Cenomaniano.

## Etimologia
Il nome del genere richiama gli Ooni, i sovrani divini del popolo Yoruba, mentre l'epiteto specifico falipoui onora Christian Falipou, che prestò uno degli esemplari tipo per lo studio.